# Miconia obliqua
Miconia obliqua är en tvåhjärtbladig växtart som beskrevs av Henry Allan Gleason. Miconia obliqua ingår i släktet Miconia och familjen Melastomataceae. Inga underarter finns listade i Catalogue of Life.